# New Order
New Order — англійський рок-гурт, заснований у Солфорді в 1980 році вокалістом і гітаристом Бернардом Самнером, басистом Пітером Гуком і барабанщиком Стівеном Моррісом. Поєднання постпанку з електронною та танцювальною музикою зробило їх одним з найвідоміших і найвпливовіших гуртів 1980-х. Гурт перегрупувався після розпаду їхнього попереднього колективу, Joy Division, після самогубства вокаліста Ієна Кертіса. Клавішниця Джилліан Гілберт приєдналася до них пізніше того ж року. Вони стали флагманським гуртом манчестерського незалежного лейблу Factory Records та його нічного клубу The Haçienda, а також працювали у довготривалій співпраці з графічним дизайнером Пітером Севіллем.
Хоча ранні роки гурту були затьмарені спадщиною Joy Division, досвід нью-йоркської клубної сцени початку 1980-х допоміг їм все частіше включати танцювальні ритми та електронні інструменти у свою творчість. Їхній хіт 1983 року «Blue Monday» став найбільш продаваним 12-дюймовим синглом усіх часів і популярним клубним треком. У 1980-х роках вони випустили такі успішні альбоми, як Power, Corruption & Lies (1983), Technique (1989) та збірку синглів Substance (1987). Вони розпалися в 1993 році, щоб працювати над індивідуальними проєктами, перш ніж возз'єднатися в 1998 році. З того часу New Order пережив кілька перерв і кадрових змін, найпомітнішою з яких став відхід Гука у 2007 році через особисті суперечки з іншими учасниками гурту. У 2015 році вони випустили свій десятий студійний альбом Music Complete. Примітно, що у 2023 році і Joy Division, і New Order були номіновані як один гурт на включення до Зали слави рок-н-ролу.

## Заснування гурту
Бернард Самнер (він же Дікке, він же Альбрехт), Пітер Хук і Стівен Морріс — музиканти, котрі заснували New Order, — від початку грали під назвою Joy Division і разом з їхнім співаком — Єном Кертісом — встигли записати кілька синглів і два альбоми, які викликали великий інтерес серед шанувальників нової музики і справили серйозний вплив на розвиток альтернативного року. Навесні 1980 року перед Joy Division відкривалися нові перспективи: мав вийти їхній другий альбом, і на травень були заплановані американські гастролі. Однак 18 травня, за день до від'їзду до Америки, Кертіс, на той час важко хворий епілепсію і пригнічений проблемами в особистому житті, повісився у своєму будинку.
Існування групи опинилося під питанням: Кертіс уособлював Joy Division і був автором усіх текстів їхніх пісень. Однак учасники гурту вирішили продовжити шлях разом. Їм належало лише змінити назву: відповідно до їхньої давньої домовленості, якщо один з учасників групи виходить, то або група повинна припинити існування, або виступати під новим ім'ям. Але, ймовірно, не стільки ця угода, скільки небажання невтішних порівнянь із покійним Кертісом змусили членів групи шукати собі інше ім'я. У їхній ситуації «Новий порядок» (New Order) здавався ідеальним ім'ям, якби не очевидні політичні асоціації, що моментально викликали звинувачення у фашизмі (як і раніше у випадку з назвою Joy Division).
Спочатку було незрозуміло, хто буде співати. Після вокальних проб Морріса, Хука і Самнера протягом літа 1980 року вибір зупинився на останньому. Самнер також став автором більшості композицій гурту. Таким чином, попри те, що решта учасників Joy Division просто перейменували себе, ці рок-групи прийнято розділяти, хоча для багатьох шанувальників New Order вони становлять єдине ціле.

## Пошук напряму (1980—1982)
Незважаючи на різко підвищену, не в останню чергу через самогубство Кертіса, популярність їхньої колишньої інкарнації — Joy Division, New Order свідомо почали свою діяльність з нуля, виключивши пісні Joy Division зі свого репертуару. Восени 1980 року музиканти поновили інтенсивну концертну діяльність, яка відразу виявила потребу в додатковому учасникові — Самнер насилу управлявся з вокалом і грою на лідер-гітарі й синтезаторі. Відтак у жовтні до складу New Order увійшла подруга (і майбутня дружина) Стівена Морріса — Джилліан Гілберт. До її обов'язків увійшла гра на ритм-гітарі й синтезаторі.
На початку 1981 року вийшов дебютний сингл New Order — «Ceremony» (з «In A Lonely Place» на зворотньому боці). Автором обох композицій були все ще Joy Division, що встигли прорепетирувати пісні з Яном Кертісом за кілька тижнів до його смерті. Сингл посів досить скромну позицію в загальному англійському хіт-параді, але лідирував у хіт-параді категорії «інді».
Дебютний альбом — «Movement» — вийшов у листопаді 1981-го і став останньою спільною роботою групи і Мартіна Хеннета, продюсера всіх попередніх робіт New Order і Joy Division для Factory Records. «Movement» застав New Order в їх завершальній «постдивізіоній» фазі: структура пісень, тексти, аранжування — усе містило в собі ще впізнаваний дух музики Joy Division. Більше того, голос Бернарда Самнера, який очевидно спирався на манеру Кертіса, був багато разів пропущений через еквалайзери і фільтри, аби добитися низького тембру, геть не властивого його голосу, але такого, що ідеально підходив до траурних мелодій альбому. Дві пісні були виконані басистом Пітером Хуком. «Movement» незабаром виявився викресленим із творчості групи: на думку критиків, альбом нічого нового з погляду творчості Joy Division не пред'явив; для пізніших прихильників New Order альбом також представляв мало інтересу, адже не мав нічого спільного з виробленим незабаром характерним звучанням групи; та й самі музиканти теж були розчаровані результатом і навіть планували перезаписати платівку (Самнер в одному з пізніх інтерв'ю відверто заявив, що не любить альбом). Як наслідок, пісні з «Movement» не виконуються групою вже понад двадцять років.
Ще до виходу «Movement» New Order випустили сингл «Everything's Gone Green», звучання якого було сконцентровано на вперше застосованому групою секвенсорі й ніби запрограмованих, проте справжніх ударних. Саме ця композиція визначила напрям, за яким розвивалися New Order; більше того, на її ритмічній основі був побудований наступний сингл — «Temptation», котрий вийшов у квітні 1982 року й ознаменував остаточний розрив зі стилістичною спадщиною Joy Division, від якої однак залишилися «драм-машина», ударні Морріса і звук бас-гітари Хука, що виступала на передньому плані. «Temptation» був першою самостійною роботою New Order як продюсерів: їх трирічна співпраця з Хеннетом була остаточно припинена.
Загалом 1981—1983 роки для New Order були періодом пошуку свого звучання, що відображає інтереси музикантів у рок-музиці, дабі, диско та електро.

## Склад

### Теперішний склад
- Бернард Самнер — вокал,гітара, синтезатор, семпли (1980—1993, 1998—2007, 2011—наші дні)
- Стівен Морріс  — барабани, перкусія, синтезатор, семпли (1980—1993, 1998—2007, 2011—наші дні)
- Джілліан Гілберт — синтезатор, семпли, гітара (1980—1993, 1998—2001, 2011—наші дні)
- Філ Каннінгем  — синтезатор, семпли, гітара (2001—2007, 2011—наші дні)
- Том Чапмен  — бас-гітара, синтезатор, семпли (2011—наші дні)

### Колишні учасники
- Пітер Хук  — бас-гітара, синтезатор, семпли (1980—1993, 1998—2007)

## Дискографія
- Movement (1981)
- Power, Corruption & Lies (1983)
- Low-Life (1985)
- Brotherhood (1986)
- Technique (1989)
- Republic (1993)
- Get Ready (2001)
- Waiting for the Sirens’ Call (2005)
- Lost Sirens (2013)
- Music Complete (2015)